# Ipod Nano
Ipod Nano (i marknadsföringssammanhang skrivet som iPod nano) är en digital musikspelare från Apple. Den introducerades den 7 september 2005 och ersatte Ipod Mini som slutade säljas samma dag.
Arbetet med den nya musikspelaren påbörjades endast nio månader innan lanseringen av spelaren. Att Ipod Mini ersattes med Ipod Nano gav Macintosh-hemsidor och pressen en ordentlig överraskning, även om det förekom rykten om en ny Ipod.[källa behövs]

## Överblick
Ipod Nano är baserad på flashminne till skillnad från äldre Ipod och Ipod Mini som har hårddisk. Ipod Nano har mer flashminne än det som används i Ipod Shuffle. Den har en färgskärm och ett klickhjul som är något mindre än de som finns på den stora Ipoden. Skärmen har en upplösning på 176 × 132 pixlar, kan visa 65 536 färger och har en storlek på 38 millimeter diagonalt.
Ipod Nano fungerar ihop med Itunes på Mac OS- och Windowsdatorer, men det finns även tredjepartsprogramvara som tillåter andra operativsystem och äldre versioner av Macintosh att fungera tillsammans med spelaren. Spelaren kopplas till datorn via en USB-kabel eller via en så kallad dockningsstation. Ipod Nano innehåller bland annat ett tidtagarur samt en flerzonig klockfunktion. Detta var även den första Ipoden som inkluderade en låttextvisare. Texterna läggs in på respektive låt i Itunes.

## Första generationen

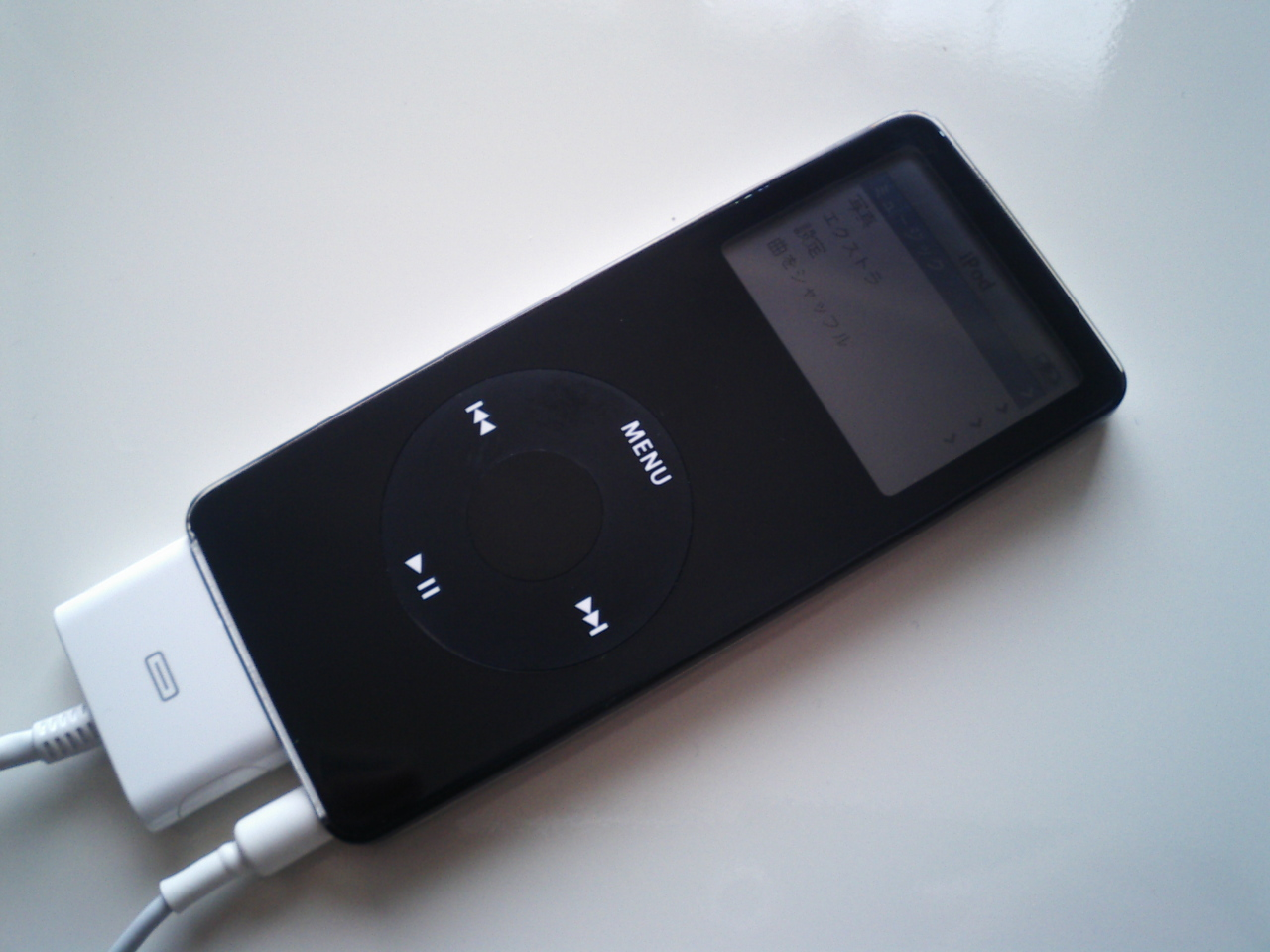
Första generationens Ipod Nano

Den 7 september 2005 släpptes den första generationen med svart eller vitt plasthölje och i två storlekar: en med två gigabyte (cirka 500 låtar) och en med fyra gigabyte (cirka 1 000 låtar). Den 7 februari 2006 släpptes en variant med endast en gigabyte utrymme (cirka 240 låtar). Första generationens Ipod Nano är 90 × 40 × 6,9 millimeter och väger 42 gram. Batteritiden uppges till 14 timmar.

## Andra generationen

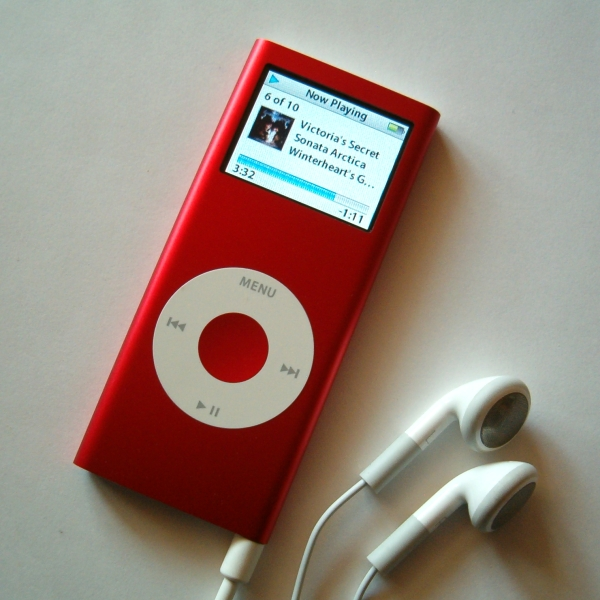
Andra generationens Ipod Nano PRODUCT (RED)

Den 12 september 2006 släppte Apple en uppgraderad version av Ipod Nano. Den har ett aluminiumhölje i flera färger vars design påminner om det på Ipod Mini. Tjocklek och vikt är något mindre än hos första generationen (90 × 40 × 6,5 mm respektive 40 g). Batteritiden är ökad från 14 till 24 timmar, skärmen är något mer ljusstark och minneskapaciteten är två, fyra eller åtta gigabyte. En funktion som den andra generationen har och den första saknar är sök-funktionen.

### Färger
| Modell | Färg                                             |
| ------ | ------------------------------------------------ |
| 2 GB   | endast silver                                    |
| 4 GB   | silver / grön / blå / rosa / röd (specialutgåva) |
| 8 GB   | svart / röd (specialutgåva)                      |

Kan inte spela upp musikvideor eller filmer.

## Tredje generationen

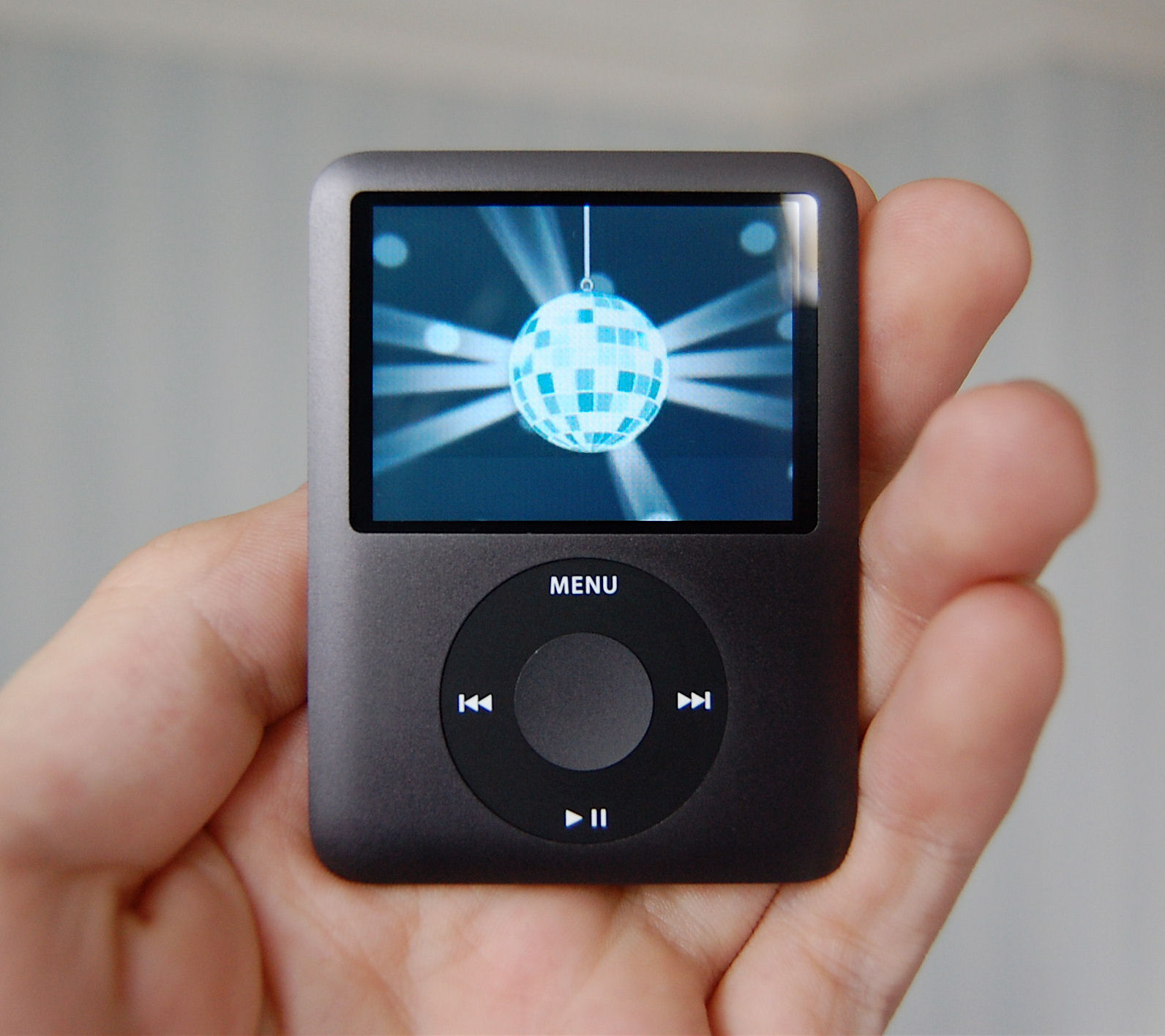
Tredje generationens nano

Den 5 september 2007 uppdaterade Apple åter igen Ipod nano. Ipoden har en kortare, bredare design än sina föregångare och en två tum stor QVGA-skärm. Nya funktioner är bland annat videouppspelning och Cover Flow.

### Färger
| Modell | Färg                                              |
| ------ | ------------------------------------------------- |
| 4 GB   | endast silver                                     |
| 8 GB   | svart / silver / blå / grön / röd (specialutgåva) |

## Fjärde generationen

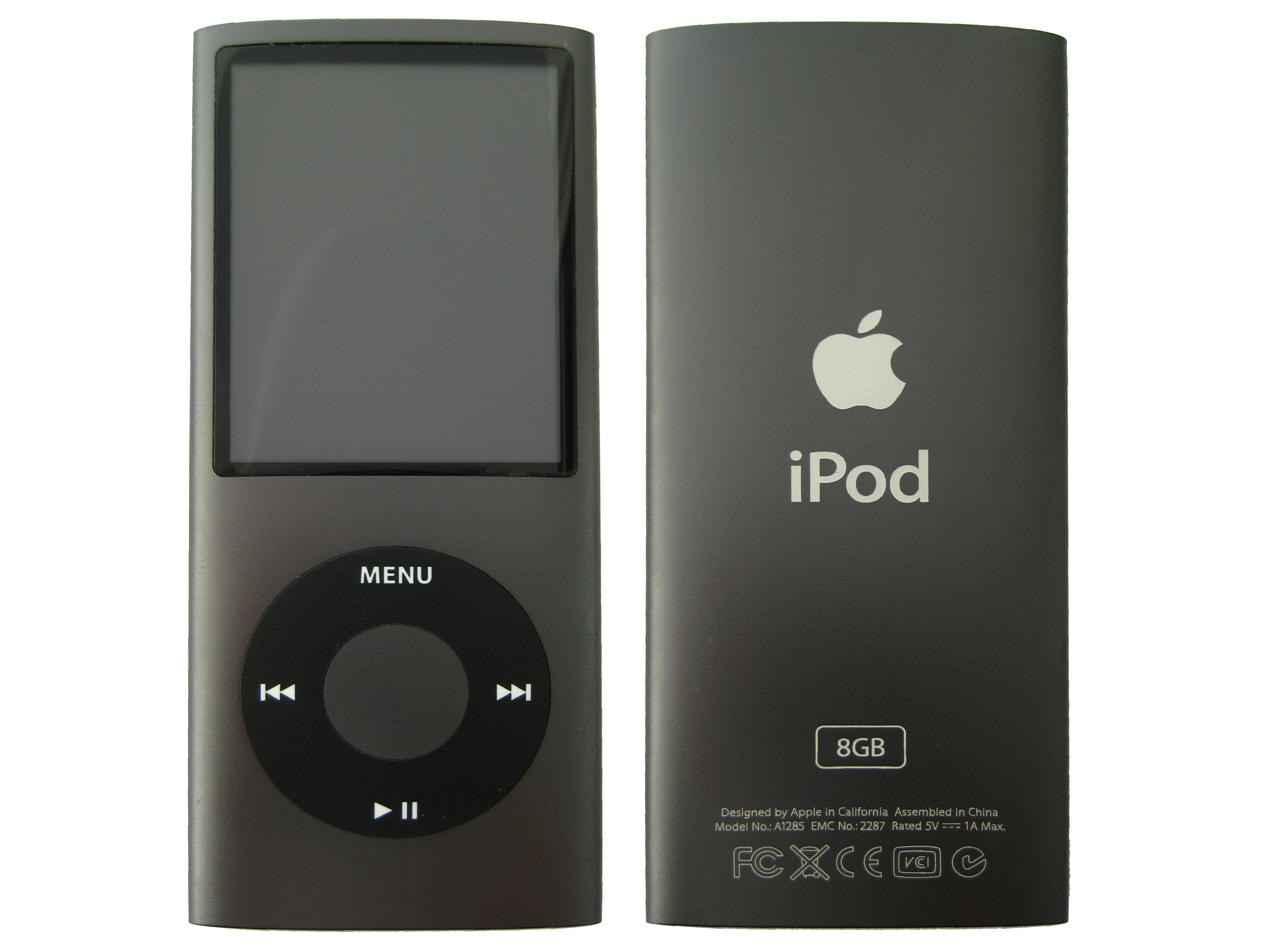
Fjärde generationens Ipod Nano.

Den 9 september 2008 uppdaterade Apple återigen sin Ipod Nano. Utseendemässigt går den tillbaka till sin ursprungliga smala och långa form. Den bibehåller samma typ av skärm den fick i tredje generationen, men denna gång placeras skärmen på högkant. Med en speciell accelerationsmätare känner Ipoden av lutningar, något den ärvt av Ipod Touch och Iphone, som underlättar användandet av vidskärmsbetraktning av cover flow, film eller foton. Nytt är också funktionen Genius, en funktion som med hjälp av algoritmer förutspår vilken musik som bäst passar ihop med den låt som lyssnas på, och ger förslag om vad användaren kan tänkas tycka om.
En begränsad upplaga av fjärde generationens Ipod nano med 4 GB säljs i Kanada och Europa.

### Färger
| Modell | Färg                                                                                    |
| ------ | --------------------------------------------------------------------------------------- |
| 8 GB   | silver / svart / blå / ljusblå / grön / gul / rosa / lila / röd (specialutgåva)         |
| 16 GB  | silver / svart / blå / ljusblå / grön / gul / rosa / lila / orange/ röd (specialutgåva) |

## Femte generationen

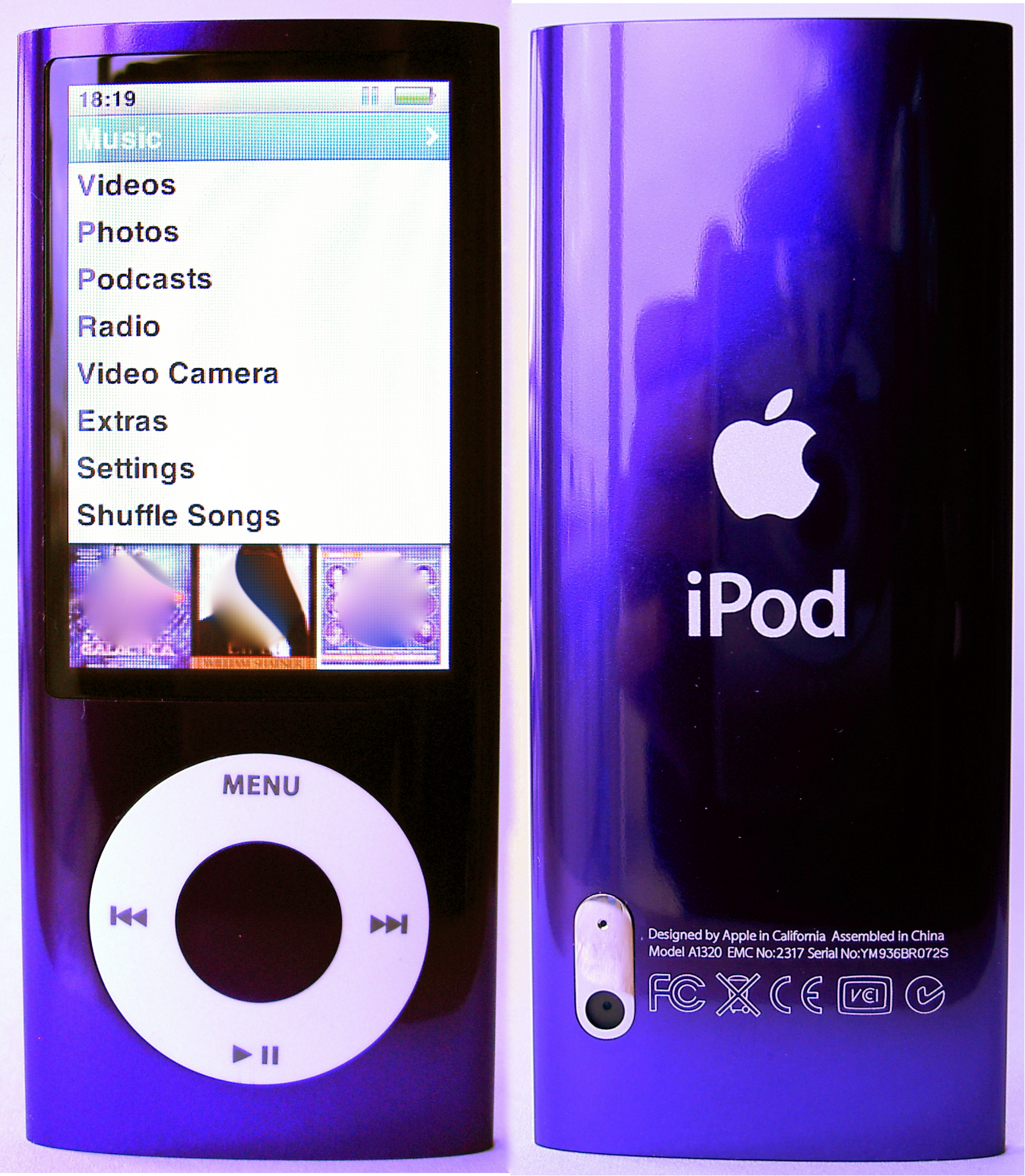
Femte generationens Ipod Nano

Den 9 september 2009 släppte Apple sin vana trogen en uppdatering av Ipod Nano. Den femte generationen har samma storlek som den fjärde men med en något längre skärm. Dessutom fick den en videokamera, FM-radio och en pedometer.
Den femte generationen finns i samma färger som den fjärde men i polerad aluminium.

## Sjätte generationen

Sjätte generationens iPod Nano.

Den 1 september 2010 släppte Apple en Ipod Nano med markanta skillnader gentemot de tidigare generationerna. I stället för klickhjul så har den en liten, fyrkantig pekskärm för att navigera i innehållet. Pekskärmen stöder multi-touch, och gränssnittet liknar det i iOs. Skärmstorleken är dock mindre - istället för 5 × 4 rader med "appar" har Ipod Nano bara 2 × 2. Plattformen är fortfarande låst, vilket betyder att det inte går att installera spel eller appar på Ipod Nano.

## Sjunde generationen

Sjunde generationens ipod nano

Den 12 september 2012 släppte Apple den sjunde generationen av iPod Nano
Egenskaper:
- 2.5" multi-touch LCD skärm med upplösningen 240 × 432
- Accelerometer.
- FM Radio, Apple EarPods.
- Lightning-kontakt, stereo mini-kontakt.
- Bluetooth 4.0.
- Stödjer 720 × 576 pixel video uppspelning @ 30 fps.
- Stödjer ljudformaten: AAC, Protected AAC (iTunes Store), HE-AAC, MP3, MP3 VBR, Audible (format 2, 3, 4, Audible Enhanced Audio, AAX och AAX+), Apple Lossless, AIFF, and WAV.
- Stödjer videokodning: H.264 and MP4.
- Ej utbytbart lithium-ion batteri; 30 timmar musikuppspelning och 3,5 timmars videouppspelning på en laddning.
- Ljudinspelning